# 国民更生金庫
国民更生金庫（こくみんこうせいきんこ）は、かつて存在した政策金融機関である。

## 概要
総動員体制下での大規模な物資統制により転廃業を余儀なくされた中小商工業者を救済するため、1940年（昭和15年）10月に出された「中小商工業者ニ対スル対策」に基づき、同年12月に基金200万円の財団法人として暫定的に発足。1941年（昭和16年）に国民更生金庫法（昭和16年3月5日法律第42号）が制定され、特殊法人に改組した。
当初の資本金は2000万円（後に1億円まで増資）で、うち1900万円を国が出資した。東京市に本所、仙台・横浜・富山・名古屋・京都・大阪・神戸・岡山・福岡に支所を、県庁所在地に出張所を置いた。
「時局の要請に応し転業または廃業する商工業者の資産および負債の整理を促進しその更生を図ること」を事業目的とし、転廃業する事業者に対して、資産管理・処分、資金融通、債務引受・保証等を行った。具体的には、不要となる工場・機械・商品などの営業用資産を担保に資金を貸し付けるもので、国民更生金庫が資産を引き受け、その処分後に代金と貸付金を相殺した。なお処分代金が貸付金を下回る場合には国が損失を負担した。1941年7月から1947年3月までの期間に累計25億円の資産が金庫に引き受けられた。
1947年（昭和22年）に閉鎖機関に指定され解散した。